# Château de Vaux-sur-Seine
Pour les articles homonymes, voir Château de Vaux.
Le château de Vaux-sur-Seine est situé à Vaux-sur-Seine, en France, dans le département des Yvelines.

## Situation
Le château est situé, au dessus de l'église Saint-Pierre-ès-Liens de Vaux-sur-Seine, au no 1 de la rue du Château sur la commune de Vaux-sur-Seine dans le département des Yvelines.

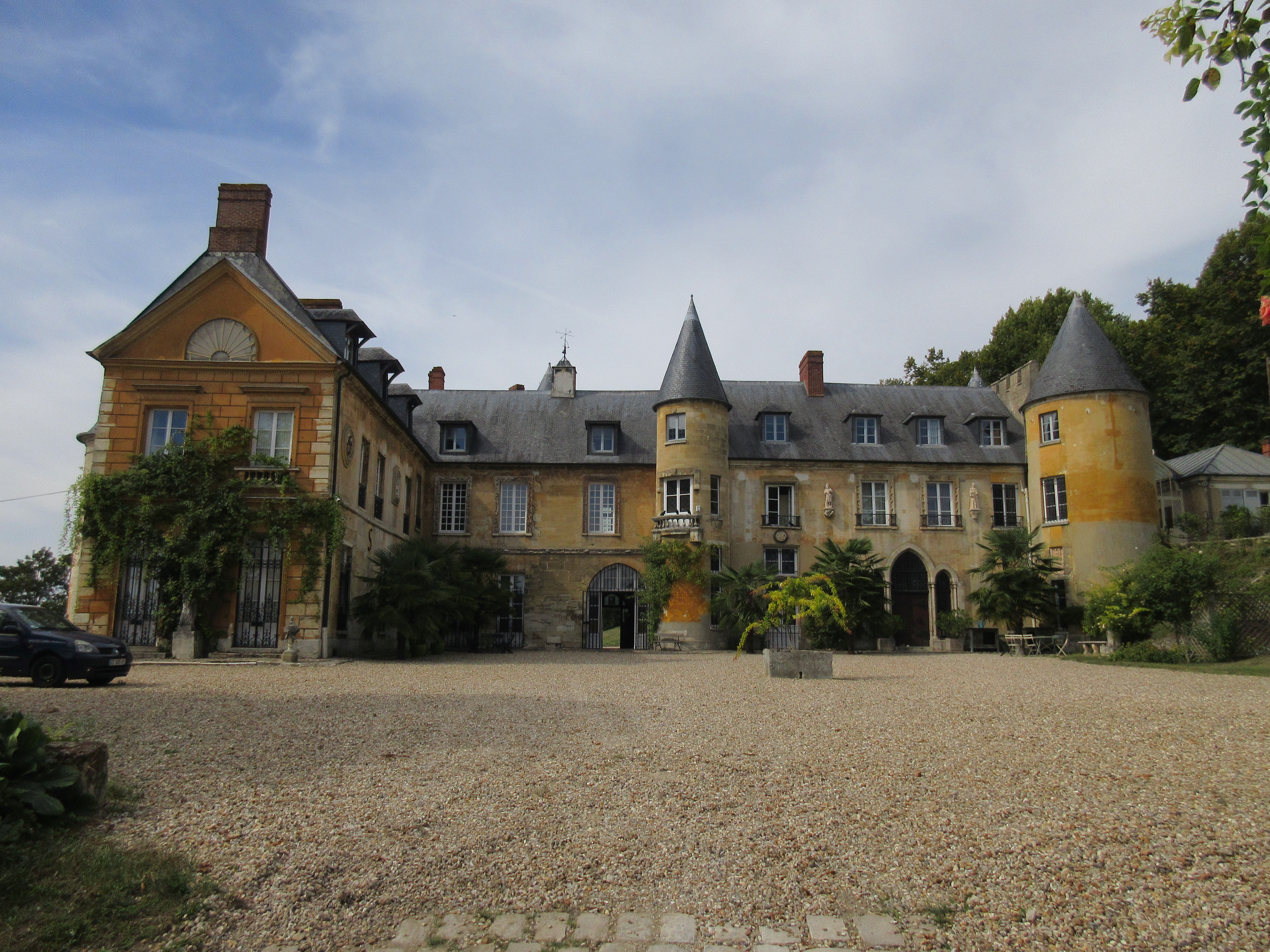
Façade est du château de Vaux-sur-Seine.
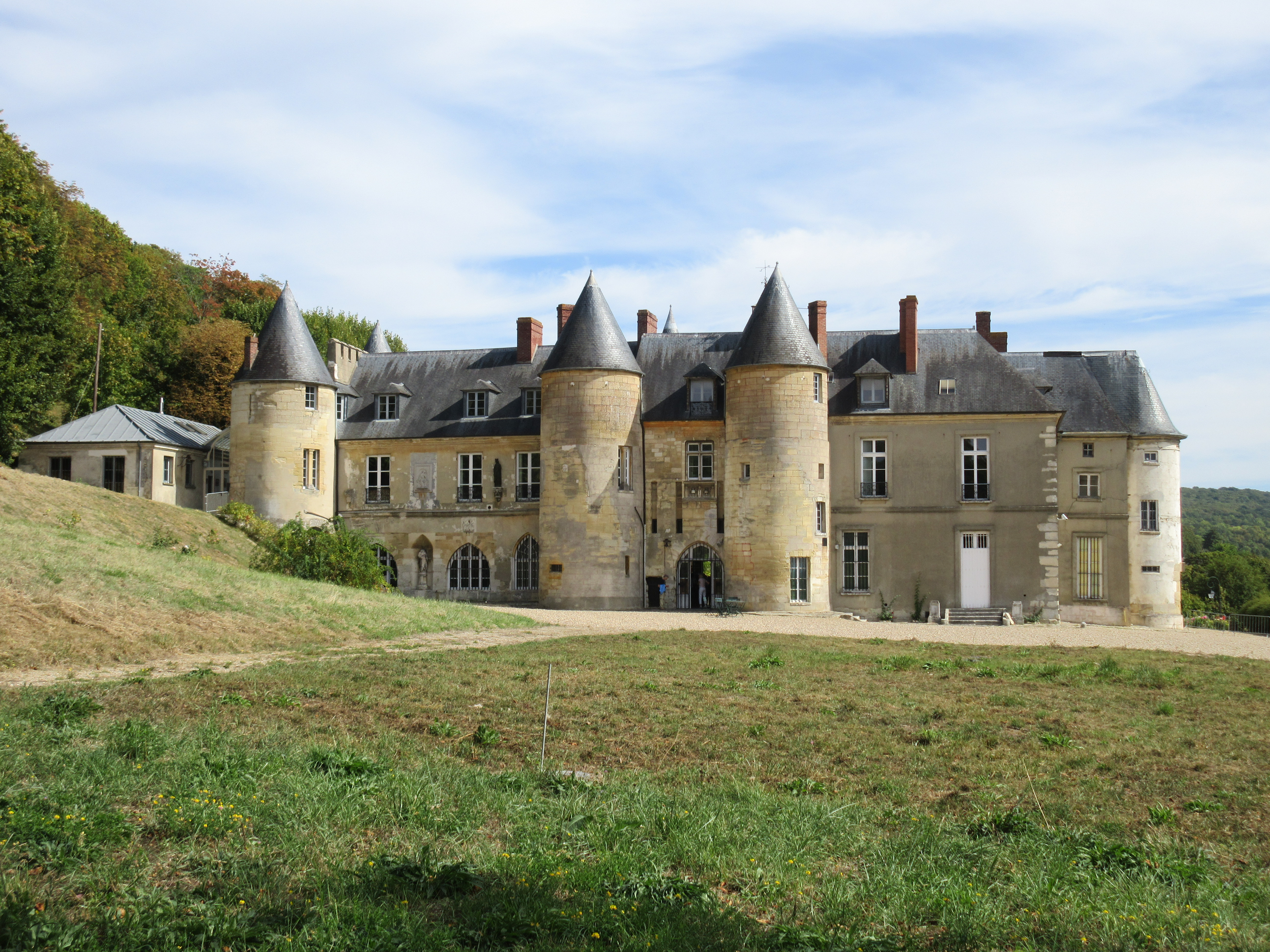
Façade ouest du château de Vaux-sur-Seine. On aperçoit l'emplacement du pont levis dans le mur. Cette face était à l'origine l'entrée du château.
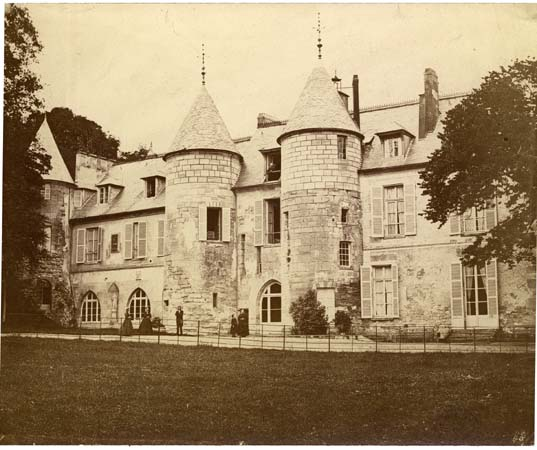
Façade ouest du château de Vaux-sur-Seine en 1887.

## Historique
Ce château qui existait durant la guerre de Cent Ans était une place forte qui dépendait du seigneur de Meulan.
Au XVe siècle, le roi de France, Louis XI donne le château à son principal conseiller Olivier le Daim, qui le modifie en gardant le pont levis avant d'être remanié au cours des siècles en conservant toutefois une grande partie de sa construction originale, dont ses tours rondes.
Après être passé aux mains de multiples propriétaires, le château est acquis en 1819 par Vincenzo Marochetti (1770-1822), avocat à la cour de cassation et au Conseil d'État à Paris qui aurait été missionné par la grande duchesse de Toscane pour acheter du plâtre à Vaux-sur-Seine.

Vincent Marochetti s'installe à Vaux et en devient le maire de 1820 à 1822.
Le château passe ensuite aux mains de son fils le sculpteur Carlo Marochetti (1805-1867) qui est l’auteur du bas-relief représentant la bataille de Jemappes sur l'Arc de Triomphe, de l'autel de l'église de la Madeleine et de la tombe de Vincenzo Bellini au cimetière du Père-Lachaise. A cette époque le château accueille des personnalités artistiques et politiques européennes comme Camillo Cavour, Gioachino Rossini, Camille Saint-Saëns, Sully Prudhomme...
Le château et le parc appartiennent toujours à la même famille. Ils sont protégés par un classement partiel au titre des Monuments historiques par arrêtés ministériels des 22 octobre 1996, 16 avril 2019 et 3 septembre 2020.
Le domaine s'étend sur 11 hectares englobant de nombreux belvédères, un potager, un verger et un parc arboré. En 2011, un périmètre archéologique a été mis en place pour une campagne de fouille et en 2012, le label Maisons des Illustres lui est attribué.